# Josef Seidl (Politiker, 1963)

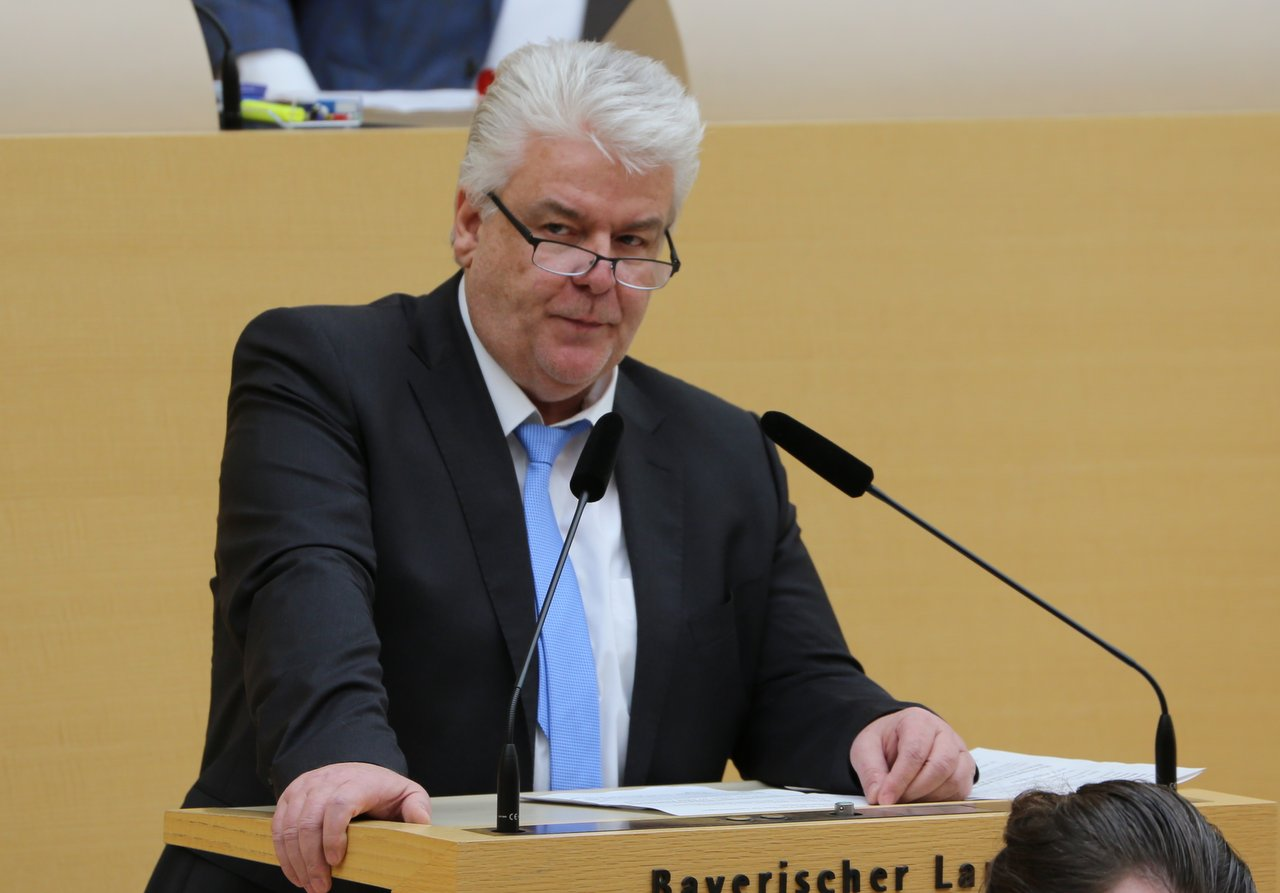
Josef Seidl (Februar 2019)

Josef Seidl (* 3. März 1963 in München; † 13. Februar 2022) war ein deutscher Politiker (AfD, zuletzt parteilos). Von November 2018 bis zu seinem Tode war er Mitglied des Bayerischen Landtags. Im November 2021 trat er aus der AfD und der AfD-Landtagsfraktion aus.

## Leben
Seidl war als Heizungs- und Lüftungsbaumeister tätig. Er war bis November 2021 Mitglied der bayerischen AfD. Bei der bayerischen Landtagswahl 2018 kandidierte er im Stimmkreis Dingolfing und auf Listenplatz 4 der AfD in Niederbayern, über die er in den Bayerischen Landtag einzog. Dort war er Mitglied des Ausschusses für Wohnen, Bau und Verkehr.
Seine Zugehörigkeit zur AfD-Fraktion gab er im November 2021 auf. Gleichzeitig erklärte er seinen Austritt aus der AfD. Ihm wurden Differenzen mit der früheren Fraktionschefin Katrin Ebner-Steiner und dem AfD-Landesvorsitzenden Stephan Protschka nachgesagt, letztlich sollen aber gesundheitliche Gründe den Ausschlag für seinen Rückzug gegeben haben. Er war der vierte bayerische Landtagsabgeordnete, der die AfD und ihre Fraktion verließ.
Seidl war verheiratet und Vater von zwei Kindern. Er starb am 13. Februar 2022.
Nach seinem Tod rückte Oskar Atzinger in den Bayerischen Landtag nach.